# كارل ليفين
كارل ليفين هو محامي وسياسي أمريكي، ولد في 28 يونيو 1934 في ديترويت في الولايات المتحدة وتوفي بنفس المكان في 29 يوليو 2021. نشط حزبياً في الحزب الديمقراطي.

## مناصب
- انتخب عضو مجلس الشيوخ الأمريكي [الإنجليزية]‏ عن دائرة مقعد ميشيغان من الدرجة الثانية ‏ وقد انضم خلال فترته النيابية (3 يناير 2013 – 3 يناير 2015) للكتلة البرلمانية الحزب الديمقراطي.
- انتخب عضو مجلس الشيوخ الأمريكي [الإنجليزية]‏ عن دائرة مقعد ميشيغان من الدرجة الثانية ‏ وقد انضم خلال فترته النيابية [الإنجليزية]‏ (3 يناير 2011 – 3 يناير 2013) للكتلة البرلمانية الحزب الديمقراطي.
- انتخب عضو مجلس الشيوخ الأمريكي [الإنجليزية]‏ عن دائرة مقعد ميشيغان من الدرجة الثانية ‏ وقد انضم خلال فترته النيابية [الإنجليزية]‏ (3 يناير 2009 – 3 يناير 2011) للكتلة البرلمانية الحزب الديمقراطي.
- انتخب عضو مجلس الشيوخ الأمريكي [الإنجليزية]‏ عن دائرة مقعد ميشيغان من الدرجة الثانية ‏ وقد انضم خلال فترته النيابية [الإنجليزية]‏ (3 يناير 2007 – 3 يناير 2009) للكتلة البرلمانية الحزب الديمقراطي.
- انتخب عضو مجلس الشيوخ الأمريكي [الإنجليزية]‏ عن دائرة مقعد ميشيغان من الدرجة الثانية ‏ وقد انضم خلال فترته النيابية [الإنجليزية]‏ (3 يناير 2005 – 3 يناير 2007) للكتلة البرلمانية الحزب الديمقراطي.
- انتخب عضو مجلس الشيوخ الأمريكي [الإنجليزية]‏ عن دائرة مقعد ميشيغان من الدرجة الثانية ‏ وقد انضم خلال فترته النيابية [الإنجليزية]‏ (3 يناير 2003 – 3 يناير 2005) للكتلة البرلمانية الحزب الديمقراطي.
- انتخب عضو مجلس الشيوخ الأمريكي [الإنجليزية]‏ عن دائرة مقعد ميشيغان من الدرجة الثانية ‏ وقد انضم خلال فترته النيابية [الإنجليزية]‏ (3 يناير 2001 – 3 يناير 2003) للكتلة البرلمانية الحزب الديمقراطي.
- انتخب عضو مجلس الشيوخ الأمريكي [الإنجليزية]‏ عن دائرة مقعد ميشيغان من الدرجة الثانية ‏ وقد انضم خلال فترته النيابية (3 يناير 1999 – 3 يناير 2001) للكتلة البرلمانية الحزب الديمقراطي.
- انتخب عضو مجلس الشيوخ الأمريكي [الإنجليزية]‏ عن دائرة مقعد ميشيغان من الدرجة الثانية ‏ وقد انضم خلال فترته النيابية [الإنجليزية]‏ (3 يناير 1997 – 3 يناير 1999) للكتلة البرلمانية الحزب الديمقراطي.
- انتخب عضو مجلس الشيوخ الأمريكي [الإنجليزية]‏ عن دائرة مقعد ميشيغان من الدرجة الثانية ‏ وقد انضم خلال فترته النيابية [الإنجليزية]‏ (3 يناير 1995 – 3 يناير 1997) للكتلة البرلمانية الحزب الديمقراطي.
- انتخب عضو مجلس الشيوخ الأمريكي [الإنجليزية]‏ عن دائرة مقعد ميشيغان من الدرجة الثانية ‏ وقد انضم خلال فترته النيابية [الإنجليزية]‏ (3 يناير 1993 – 3 يناير 1995) للكتلة البرلمانية الحزب الديمقراطي.
- انتخب عضو مجلس الشيوخ الأمريكي [الإنجليزية]‏ عن دائرة مقعد ميشيغان من الدرجة الثانية ‏ وقد انضم خلال فترته النيابية [الإنجليزية]‏ (3 يناير 1991 – 3 يناير 1993) للكتلة البرلمانية الحزب الديمقراطي.
- انتخب عضو مجلس الشيوخ الأمريكي [الإنجليزية]‏ عن دائرة مقعد ميشيغان من الدرجة الثانية ‏ وقد انضم خلال فترته النيابية [الإنجليزية]‏ (3 يناير 1989 – 3 يناير 1991) للكتلة البرلمانية الحزب الديمقراطي.
- انتخب عضو مجلس الشيوخ الأمريكي [الإنجليزية]‏ عن دائرة مقعد ميشيغان من الدرجة الثانية ‏ وقد انضم خلال فترته النيابية [الإنجليزية]‏ (3 يناير 1987 – 3 يناير 1989) للكتلة البرلمانية الحزب الديمقراطي.
- انتخب عضو مجلس الشيوخ الأمريكي [الإنجليزية]‏ عن دائرة مقعد ميشيغان من الدرجة الثانية ‏ وقد انضم خلال فترته النيابية [الإنجليزية]‏ (3 يناير 1985 – 3 يناير 1987) للكتلة البرلمانية الحزب الديمقراطي.
- انتخب عضو مجلس الشيوخ الأمريكي [الإنجليزية]‏ عن دائرة مقعد ميشيغان من الدرجة الثانية ‏ وقد انضم خلال فترته النيابية [الإنجليزية]‏ (3 يناير 1983 – 3 يناير 1985) للكتلة البرلمانية الحزب الديمقراطي.
- انتخب عضو مجلس الشيوخ الأمريكي [الإنجليزية]‏ عن دائرة مقعد ميشيغان من الدرجة الثانية ‏ وقد انضم خلال فترته النيابية (3 يناير 1981 – 3 يناير 1983) للكتلة البرلمانية الحزب الديمقراطي.
- انتخب عضو مجلس الشيوخ الأمريكي [الإنجليزية]‏ عن دائرة مقعد ميشيغان من الدرجة الثانية ‏ وقد انضم خلال فترته النيابية [الإنجليزية]‏ (3 يناير 1979 – 3 يناير 1981) للكتلة البرلمانية الحزب الديمقراطي.
- انتخب مجلس بلدي  [لغات أخرى]‏ (1974 – 1977).
- انتخب مجلس بلدي  [لغات أخرى]‏ (1969 – 1973).
- انتخب مدعي عام [الإنجليزية]‏ (1964 – 1967).